# Pseudaega secunda
Pseudaega secunda is een pissebed uit de familie Cirolanidae. De wetenschappelijke naam van de soort is voor het eerst geldig gepubliceerd in 1978 door Jansen.